# Pauline Macabies

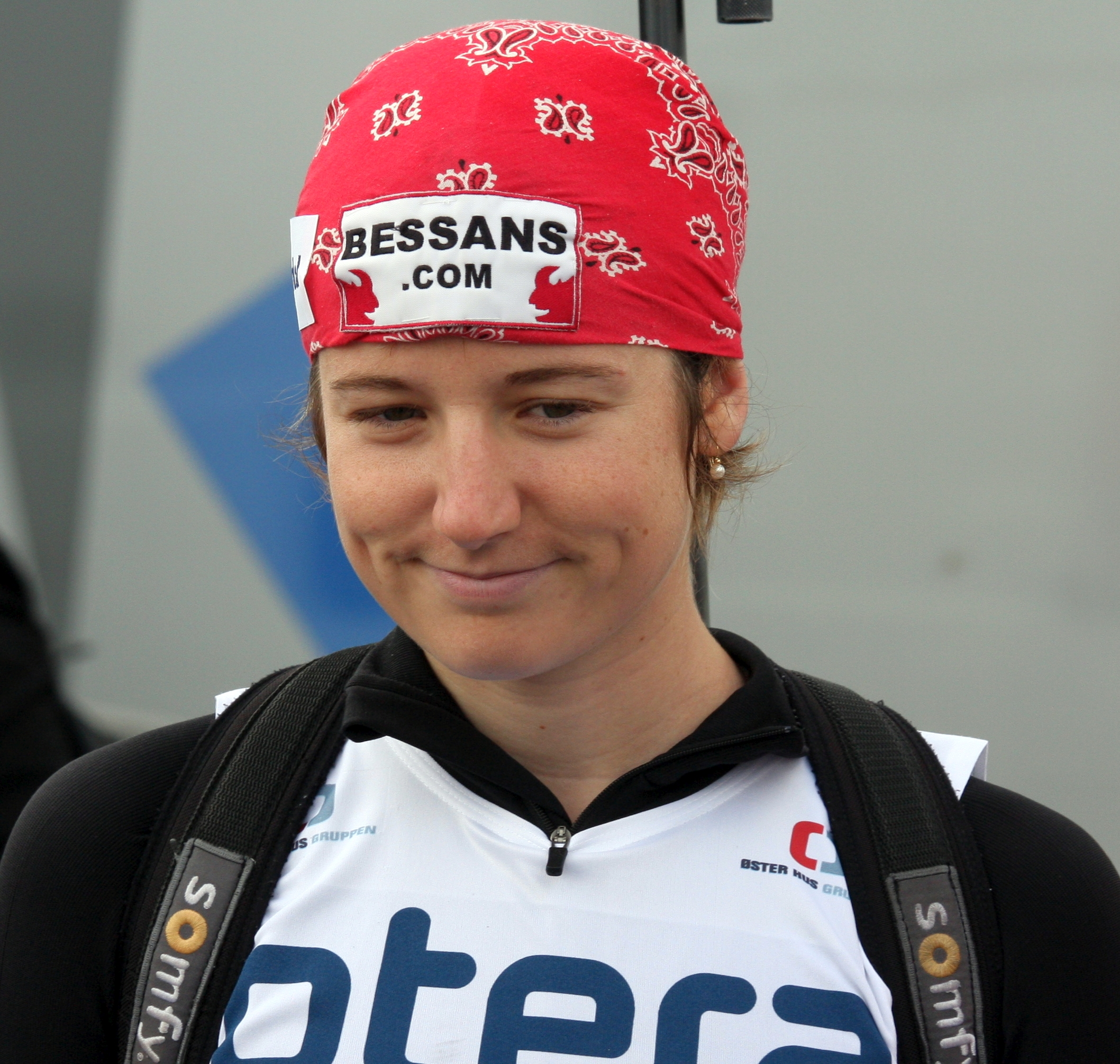
Pauline Macabies

Pauline Macabies (* 3. März 1986 in Chambéry) ist eine ehemalige französische Biathletin.
Pauline Macabies lebt in Sardières und betreibt seit 2000 Biathlon. Sie startet für Bessans und wird von Julien Etienne Bouchet trainiert. Seit 2004 gehört Macabies dem französischen Nationalkader an. Ihr internationales Debüt gab sie 2004 bei einem Sprintrennen im Europacup in Méribel, wo sie 13. wurde. Bei den anschließenden Juniorenweltmeisterschaften in Haute-Maurienne wurde sie Achte in der Verfolgung und Neunte im Einzel. 2005 gewann sie in Ridnaun mit der Staffel ein erstes Europacup-Rennen. In Einzelrennen kam sie mehrfach unter die besten zehn. Saisonhöhepunkt wurden die Juniorenweltmeisterschaften in Kontiolahti, mit neunten Plätzen im Einzel und in der Staffel als beste Ergebnisse.
In der Saison 2005/06 erreichte sie dreimal Podestplätze im Europacup. In Windischgarsten gewann sie mit dem Verfolgungsrennen ihren ersten Europacup. Saisonhöhepunkt wurden erneut die Juniorenweltmeisterschaften, wo sie mit der Staffel hinter Deutschland und im Einzel Silber gewann. Bei der letzten Weltcupstation der Saison am Holmenkollen in Oslo debütierte Macabies im Biathlon-Weltcup. Im Sprint wurde sie 69. Bei den Junioreneuropameisterschaften in Langdorf gewann sie in allen vier Rennen Medaillen: Gold im Einzel, Silber im Sprint und Bronze mit der Verfolgung und mit der Staffel.
In der folgenden Saison 2006/07 wurde sie häufiger im Weltcup eingesetzt. Herausragende Platzierung wurde ein 14. Platz im Einzel von Hochfilzen. Bei den Juniorenweltmeisterschaften in Martell verpasste sie als Vierte im Einzel und in der Verfolgung knapp Medaillen. Danach startete sie in Antholz erstmals bei Biathlon-Weltmeisterschaften. Sie wurde im Sprint (44.) und der Verfolgung (37.) eingesetzt. Macabies lebt im Wettkampf von ihren guten Schießleistungen, weshalb sie meist in Einzel und in den Verfolgungen, wo viermal geschossen werden muss besser abschneidet als im Sprint, wo nur zweimal geschossen wird und die Laufleistung gewichtiger ist.

## Biathlon-Weltcup-Platzierungen
Die Tabelle zeigt alle Platzierungen (je nach Austragungsjahr einschließlich Olympische Spiele und Weltmeisterschaften).
- 1.–3. Platz: Anzahl der Podiumsplatzierungen
- Top 10: Anzahl der Platzierungen unter den ersten zehn (einschließlich Podium)
- Punkteränge: Anzahl der Platzierungen innerhalb der Punkteränge (einschließlich Podium und Top 10)
- Starts: Anzahl gelaufener Rennen in der jeweiligen Disziplin
- Staffel: inklusive Mixed- und Single-Mixed-Staffeln

| Platzierung                      | Einzel | Sprint | Verfolgung | Massenstart | Staffel | Gesamt |
| -------------------------------- | ------ | ------ | ---------- | ----------- | ------- | ------ |
| 1. Platz                         |        |        |            |             |         |        |
| 2. Platz                         |        |        |            |             | 1       | 1      |
| 3. Platz                         |        |        |            |             | 2       | 2      |
| Top 10                           |        |        |            |             | 6       | 6      |
| Punkteränge                      | 4      | 6      | 1          |             | 6       | 17     |
| Starts                           | 9      | 26     | 9          |             | 6       | 50     |
| Stand: nach der Saison 2009/2010 |        |        |            |             |         |        |